# Laoponia pseudosaetosa
Laoponia pseudosaetosa  (лат.) — вид мелких пауков рода Laoponia из семейства Caponiidae. Юго-Восточная Азия: северный Вьетнам (провинция Виньфук). Длина 3,7 мм. На головогруди имеют только 2 глаза. 
Вид Laoponia pseudosaetosa был впервые описан в 2010 году группой китайских и вьетнамских арахнологов. Таксон Laoponia pseudosaetosa включён в состав рода Laoponia Platnick & Jaeger, 2008 вместе с Laoponia saetosa Platnick & Jäger, 2008.